# 로비 존스

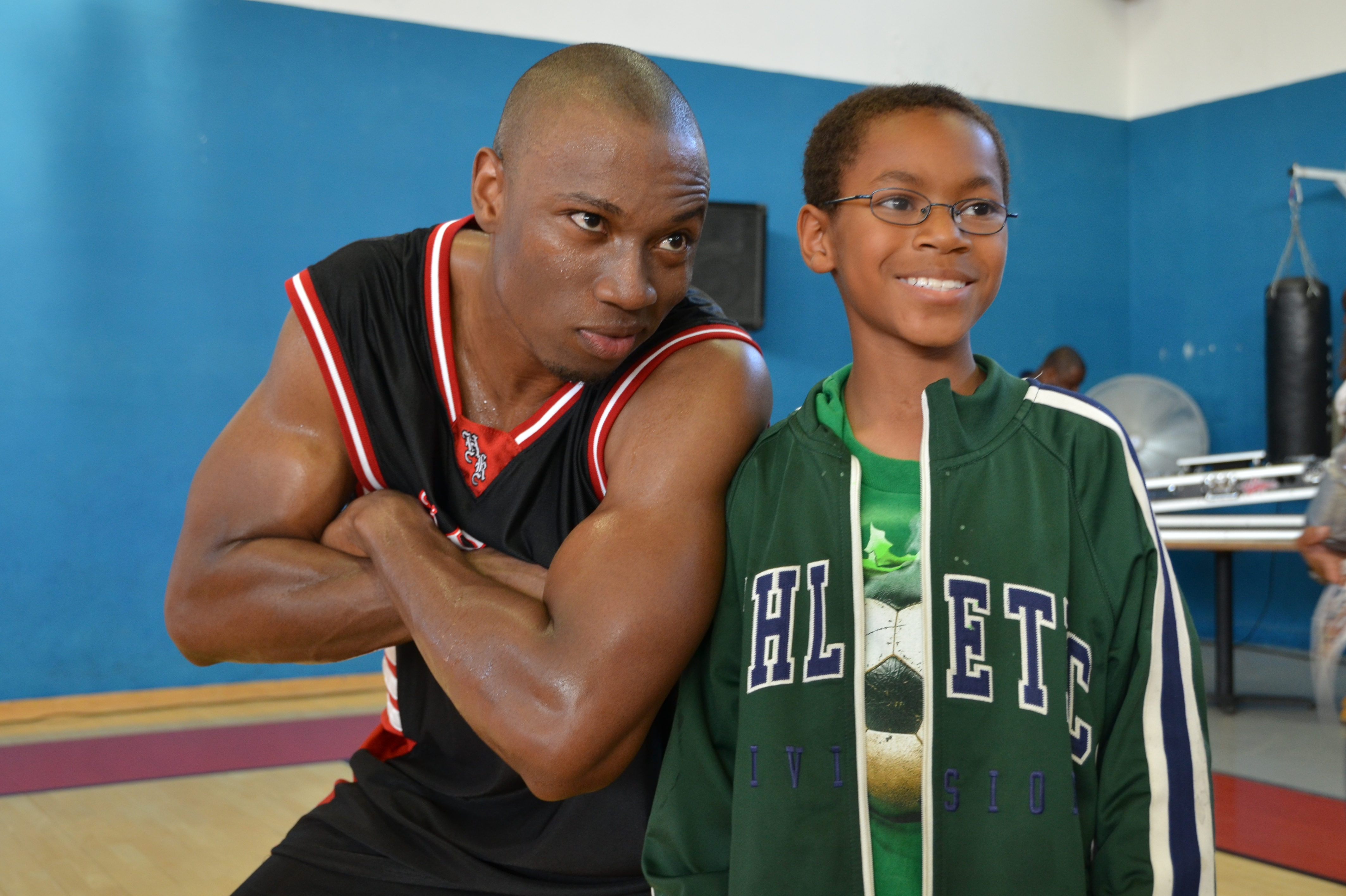

로비 존스(Robbie Jones, 1977년 9월 25일 ~ )는 미국의 영화배우, 텔레비전 배우이다.
옥스나드에서 태어났다.

## 방송
- 90210 시즌5
- 네세서리 러프니스 시즌2
- 헬캣츠

## 영화
- 아메리칸 드리머 (2018년) - 매즈 역
- 타일러 페리스 템테이션 (2013년) - 할리 역
- 헬캐츠 (2010년)
- 허리케인 시즌 (2009년)
- 원 트리 힐 (2003년)